# 524288
524288（五十二万四千二百八十八、ごじゅうにまんよんせんにひゃくはちじゅうはち）は、自然数または整数において、524287の次で524289の前の数である。

## 性質
- 524288は合成数であり、約数は1, 2, 4, 8, 16, 32, 64, 128, 256, 512, 1024, 2048, 4096, 8192, 16384, 32768, 65536, 131072, 262144, 524288であり、素因数分解から自明な通り、全て2の累乗 (20, 21,..., 219)である。
  - 約数の和は1048575で 220 − 1 のメルセンヌ数である。
- 524288 = 219
  - 19番目の2の累乗数である。1つ前は262144、次は1048576。
  - n = 2 のときの n19 の値とみたとき1つ前は1、次は1162261467。
  - 素数 p = 19 のときの 2p の値とみたとき1つ前は131072、次は8388608。(オンライン整数列大辞典の数列 A034785)

## その他 524288 に関連すること
- ピタゴラスコンマの周波比は 531441:524288 である。